# Odd Taxi
Odd Taxi (オッドタクシー, Oddo Takushī) é uma série de anime japonês e mangá produzido pela P.I.C.S. e OLM. O anime foi ao ar na TV Tokyo e AT-X no Japão de 6 de abril a 29 de junho de 2021.

## Enredo
Situado em um universo de animais antropomórficos, Odd Taxi segue a história de Odokawa, um morsa taxista de 41 anos cujos pais o abandonaram na escola primária. Ele costuma conversar com outros passageiros animais que andam em seu táxi em suas respectivas viagens pela cidade de Tóquio, onde se passa a série. As conversas de Odokawa com elas se desdobram em uma série de mistérios e atos de violência, incluindo o de uma colegial desaparecida. Devido ao caso de uma garota desaparecida, tanto a polícia quanto a yakuza estão atrás dele.

## Mídias

### Anime
O anime foi ao ar na TV Tokyo e AT-X no Japão de 6 de abril a 29 de junho de 2021. Foi dirigido e roteirizado por Baku Kinoshita e escrito por Kazuya Konomoto, enquanto Konomoto e Hiromi Nakayama desenharam os personagens. A trilha sonora da série é composta por OMSB, PUNPEE e VaVa. Os 4 primeiros episódios tiveram uma exibição avançada em 20 de março de 2021 com o elenco da série, enquanto uma versão especial desses episódios também foi transmitida online. A cantora e compositora Skirt e o rapper/DJ PUNPEE apresentaram o tema principal da série "Odd Taxi", enquanto Suzuko Mimori apresentou a música tema de encerramento "Sugarless Kiss". Crunchyroll transmitiu a série em territórios norte-americanos. A Mighty Media licenciou a série em territórios do Sudeste Asiático.
O comitê de produção originalmente não tinha planos de lançar um conjunto de Blu-Ray Box, mas devido à demanda do público, foi anunciado que um boxset Blu-Ray seria lançado se pelo menos 300 pré-encomendas fossem feitas durante uma campanha. A Pony Canyon informou que ao menos 500 pré-encomendas foram feitas a um custo de 27.500 ienes.
Em 28 de outubro de 2021, a Crunchyroll anunciou que a série irá receber uma dublagem em inglês, que foi originalmente programada para ser lançada em 16 de janeiro de 2022.  No entanto, o lançamento foi adiado para 14 de fevereiro.

### Mangá
Uma adaptação de mangá de Kazuya Konomoto e ilustrada por Takeichi Abaraya começou a serialização no site de mangá digital Superior Dalpana da Shogakukan em 15 de janeiro de 2021.

### Filme
Em 25 de dezembro de 2021, foi anunciada a adaptação cinematográfica Odd Taxi: In the Woods. O elenco e a equipe da série retornarão para reprisar seus papéis. Tem previsão de lançamento no Japão em abril de 2022.

## Recepção
O Odd Taxi entrou na lista "Melhor TV de 2021" da The New Yorker como uma menção honrosa. Foi nomeado como o melhor anime do ano pela IGN, que descreveu Odd Taxi como "um drama de mistério fascinante com escrita incrível, personagens profundamente desenvolvidos e memoráveis, e um estilo de arte único que se destaca". Austin Jones e Reuben Baron listaram Odd Taxi como a "Melhor Nova Série Anime" de 2021 no Paste, descrevendo o programa como "um dos melhores animes dos últimos anos, e diferente de qualquer outra coisa por aí agora" comentando sobre as "brincadeiras entre personagens do elenco [revelando] uma visão profundamente humana da vida moderna".